# بردة نقشينة
بردة نقشينة هي قرية في مقاطعة شاهين دج، إيران. يقدر عدد سكانها بـ 117 نسمة بحسب إحصاء 2016.